# 亀谷透
亀谷 透（かめたに とおる、1986年11月4日 - ）は、日本の俳優、シンガーソングライター。
熊本県出身。

## 出演

### ドラマ
- 警視庁機動捜査隊216 通行人役（2017年）
- 人は見た目が100% オシャレ社員役（2017年）
- カンナさーん！　パパフェス父役（2017年）
- 事件18 傍聴人役（2017年）
- ブラックリベンジ　会社員役（2017年）
- 僕たちがやりました　ヤンキー役（2017年）
- トットちゃん　復員兵役（2017年）
- オトナ高校　番記者役　(2017年）
- ドクターズ〜最強の名医〜 医者役（2018年）
- 声だけ天使　劇中劇主演俳優役（2018年）
- BG〜身辺警護人〜　記者役（2018年）
- 明日のキミがもっと好き　会社員役（2018年）
- アンナチュラル　若手起業家役（2018年）
- この世界の片隅に　国民兵役（2018年）
- 神ちゅーんず　会社員役（2017年）
- 向かいのバズる家族　カフェ客役　(2019年）
- トップリーグ　芦原番記者役（2019年）
- 孤独のグルメ Season10第1話 （2022年10月8日、テレビ東京）  - 会社員客A 役
- 鎌倉殿の１３人　鎌倉兵役（2022年）
- スタンドアップスタート猪俣圭吾役(2023年）

### 映画
- パーフェクトワールド　カップル役（2018年）
- それぞれのヒーローたち　東電社員役（2018年）
- 君は月夜に光輝く　SP役（2019年）
- 虹のかかる街　　麻生役(2019年)
- 多動力ザムービー　安田役（2019年）
- お就活　キッチンカー客役（2019年）
- THEspeculative 黒田カク役（2020年）
- 新デコトラの鷲　トラッカー役（2021年）
- 縁の下の恋　上坂潤一役（2021年）
- 劈く　001/オオイ役（2021年）
- 第三番変イ長調　井上役（2022年）
- はじめてのオーディション　古澤隼人役（2022年）
- 賢人会議　鮫島役（2023年）

### 舞台
- アズ劇　Aキャスト座長　ツカサ役（2018年）
- 間違いの喜劇　アンティフォラス役（2019年）

### モデル
- TOKYO BOYS colletion〜日本武道館　D-ogawaブランドランウェイモデル（2018年）